# تشارلز بالانتين
تشارلز بالانتين هو سياسي كندي، ولد في 9 أغسطس 1867 في أونتاريو في كندا، وتوفي في 19 أكتوبر 1950. نشط حزبياً في حزب كندا المحافظ والحزب الكندي التقدمي المحافظ. وقد انتخب عضو مجلس الشيوخ الكندي ‏ وانتخب عضو مجلس العموم الكندي.